# Farmington, New Mexico
Farmington är en stad (city) i San Juan County i delstaten New Mexico i USA. Staden hade 46 624 invånare, på en yta av 90,51 km² (2020).
Staden är belägen i den nordvästligaste delen av delstaten cirka 30 kilometer söder om gränsen mot delstaten Colorado, cirka 75 kilometer öster om gränsen mot Arizona och cirka 235 kilometer nordväst om huvudstaden Santa Fe.
Den främsta inkomstkällan kommer från naturresurser som olja, gas och kol. Runtom staden finns stora indianreservat.

## Demografi
Vid folkräkningen 2020 hade Farmington 46 624 invånare och 16 060 hushåll. Befolkningstätheten var 522 invånare per kvadratkilometer. Av befolkningen var 48,76 % vita, 1,00 % svarta/afroamerikaner, 30,73 % ursprungsamerikaner, 1,15 % asiater, 0,06 % oceanier, 7,76 % från andra raser samt 10,55 % från två eller flera raser. 22,36 % av befolkningen var latinamerikaner.
Enligt en beräkning från 2019 var medianinkomsten per hushåll $54 480 och medianinkomsten för en familj var $63 734. Omkring 17,4 % av invånarna levde under fattigdomsgränsen.